# Ruși, Sibiu
Ruși (în dialectul săsesc Reissen, Reesn, în germană Reußen,  Reyssen, în maghiară Rüsz) este un sat în comuna Slimnic din județul Sibiu, Transilvania, România.

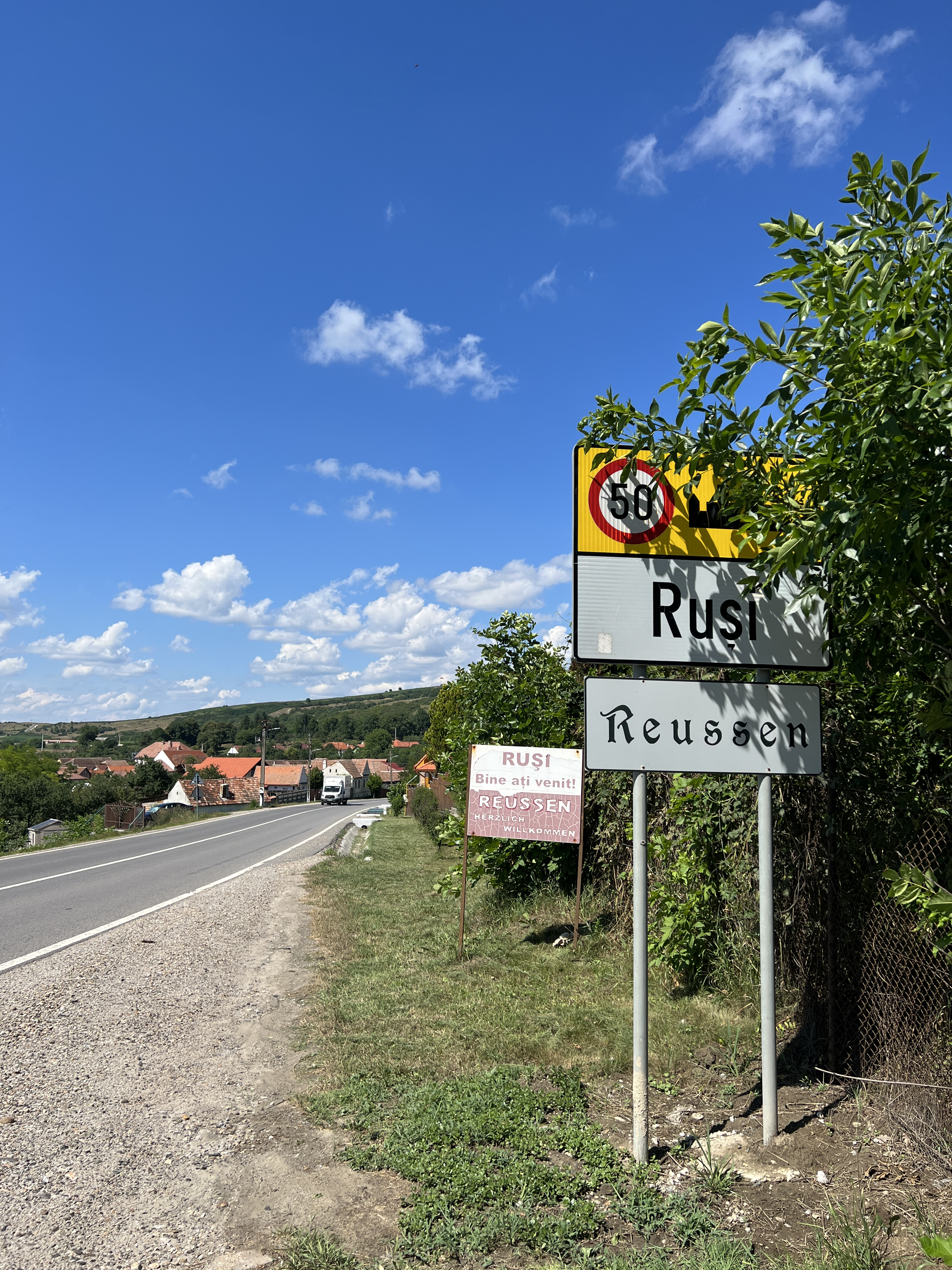

Se află la o distanță de 24 km față de municipiul Sibiu. De la canton, unde începe teritoriul satului, și până aproape la marginea localității, drumul șerpuit traversează o pădure de foioase de-o parte și de alta a acestuia.

## Istoric
Așezare rurală daco-romană. Prima atestare a satului Ruși se găsește în documentul de dizolvare a prepoziturii Sibiului din 19 august 1424.
Numele satului a apărut în documente de-a lungul timpului în diverse grafii:
germană - Reyssen, Reisen, Reissen, Reiszen, Reijßen, Reuhsen, Reußen, Reussen
latină - Rewsswn, Rewsen, Ruzz, Rüss, Rewzen, Rwz, Rwsyn, Rywz, Ruesse, Villa Rusz
maghiară - Oroszfalu, Rüsz
română - Ruși
săsește - Räissen (dialectul din Ruși)

## Monumente

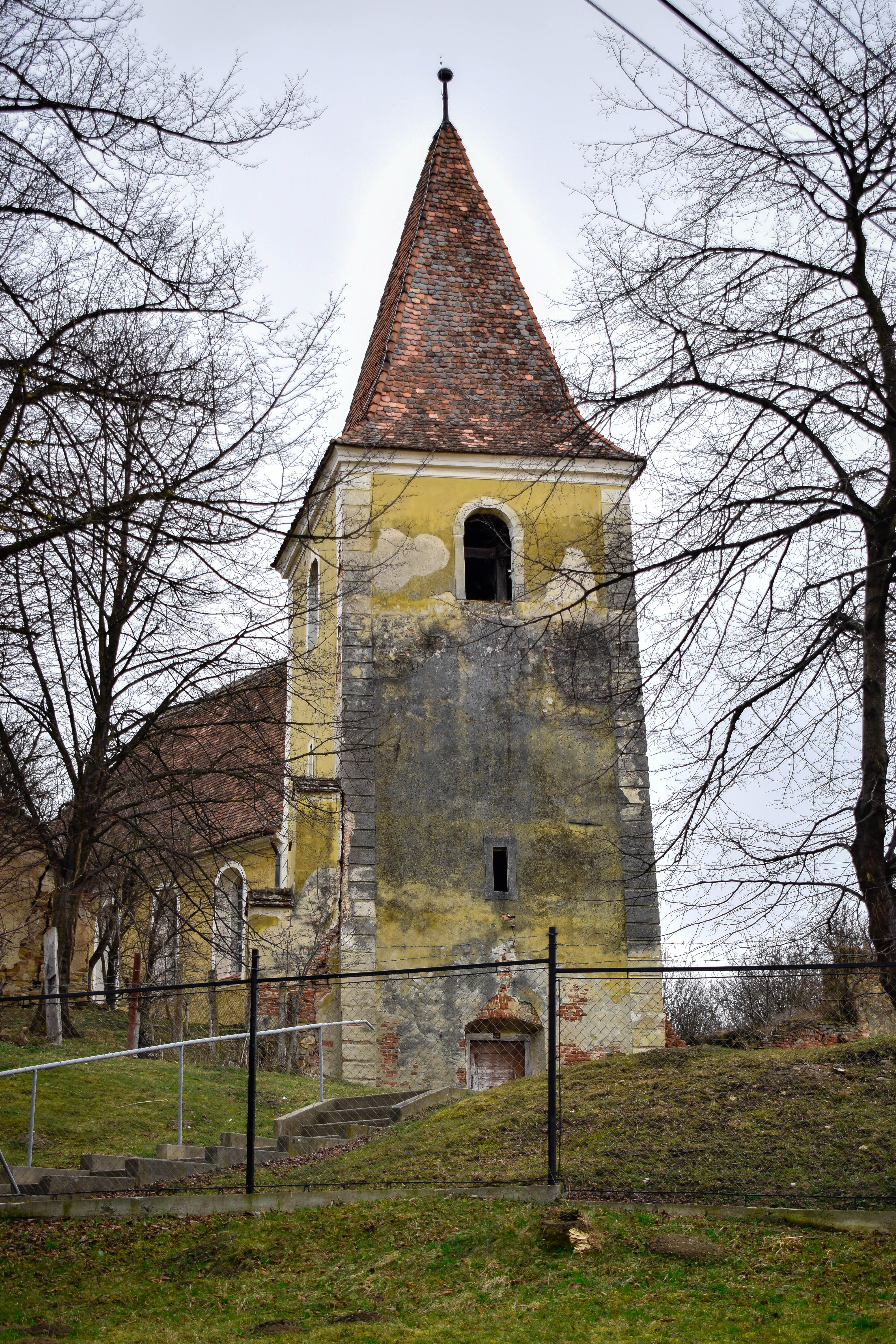

- Turnului înclinat al bisericii evangheliceDe la intrarea în sat se vede în ansamblu turnul evanghelic înclinat, care nu s-a prăbușit nici până în prezent, deși a început să se încline și s-a înclinat în mod continuu din anul 1858. Turnului înclinat al bisericii evanghelice datează încă din anul 1741, când a fost construit de comunitatea sașilor din zonă. Datorită mai multor factori precum: alunecări de teren, torenți, infiltrații de apă, cutremure și fulgere, turnul a început să se încline.  În prezent, are o înclinație de 1,4 metri. Biserica actuală, din 1782, este a treia pe acest loc.  La interior, altarul datează din 1641, iar orga este de la 1805.[necesită citare]

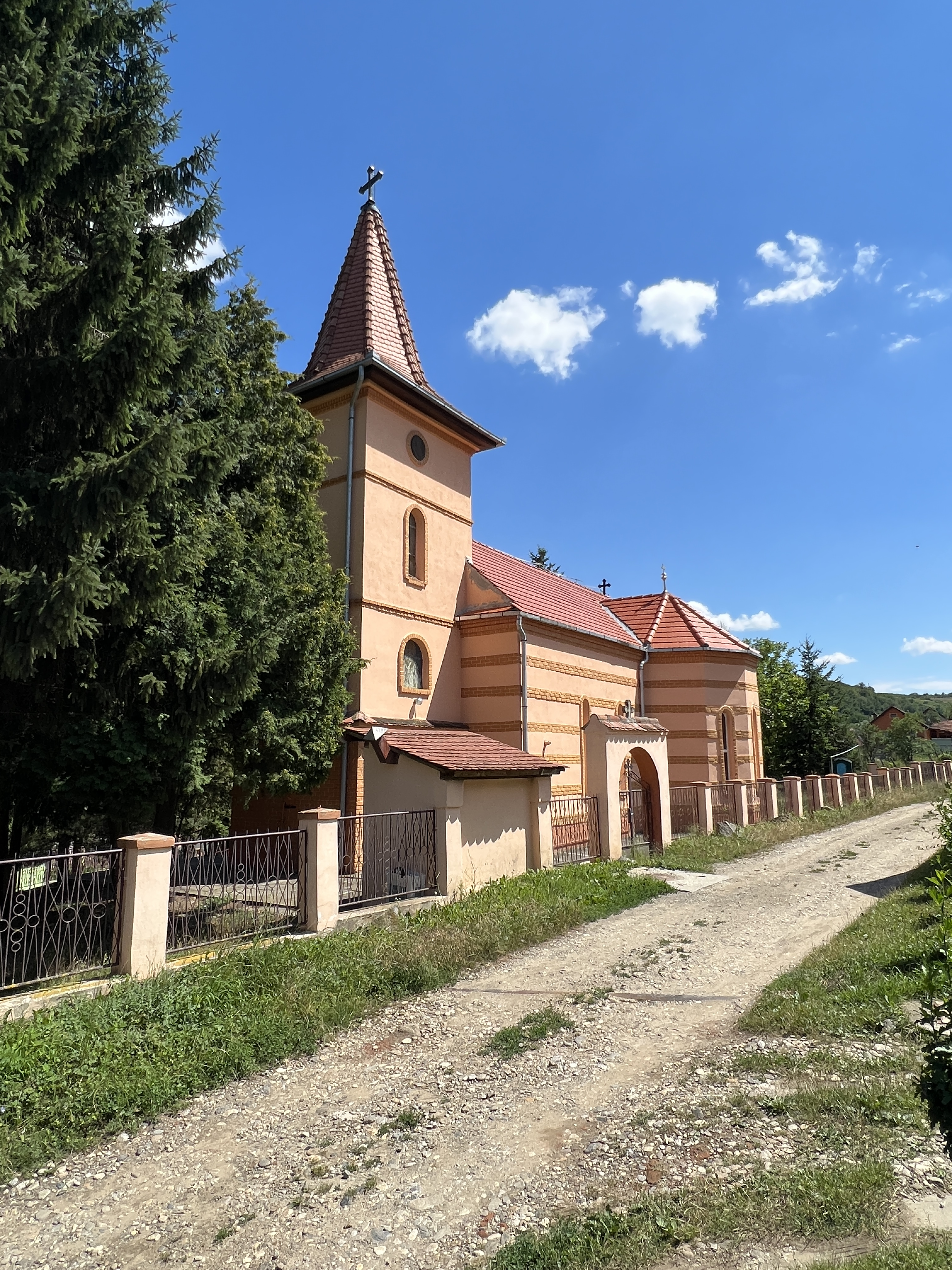
Imaginea 3

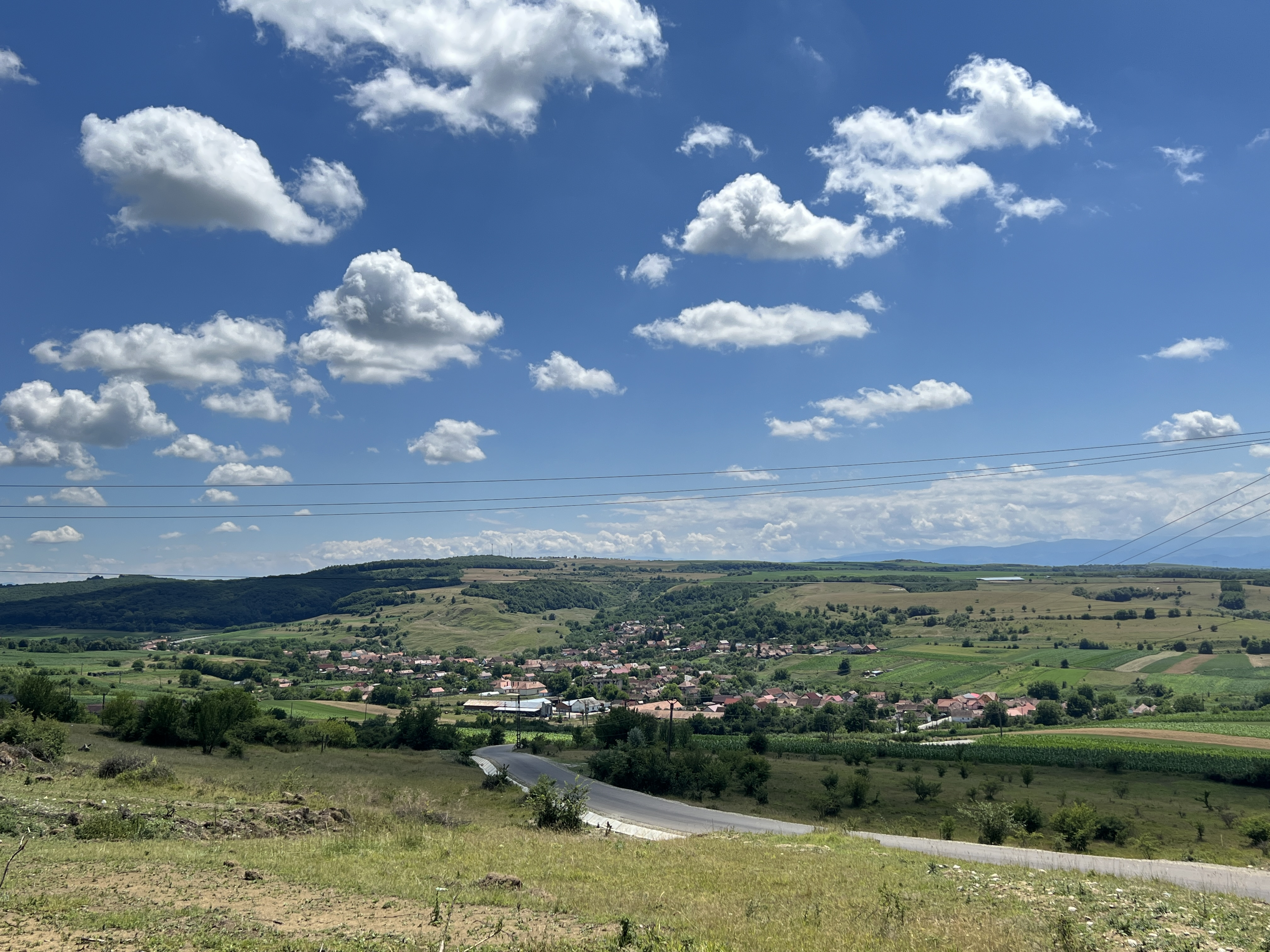
Imaginea 4

- Biserica Maratana

În anul 1970 s-a înființat la Ruși o comunitate Penticostală, primul diacon fiind Pleșa Tudor care a slujit între anii 1970 și 1989, până la moartea acestuia. După devesul acestuia, devine diacon Bleoca Constantin.
Comunitatea din Ruși aparține de Biserica Penticostală din Sibiu, unde este și un pastor.
Serviciile religioase se desfășoară într-o casă de rugăciune, "Biserică Maranata", din anul 2011.
- Biserica Sf. Nicolae Ruși

Prima biserică, cu hramul Sf. Nicolae, a fost contruită în 1830, fără clopotniță.
Aceasta a fost construită abia în 1955, când a fost făcut și acoperișul.
În anul 1980 a trebuit să fie dărâmată, pentru că era în pericol să se prăbușească din cauza unei alunecări de teren.
Între anii 1976 și 1980 s-a construit o nouă biserică.
Primul preot orthodox, Straja Ștefan, este înmormântat împreună cu soția sa lângă biserică.
- Școală și grădiniță

După anii 1930 statul roman a ridicat o școală cu trei clase. Aceasta a fost mărită după anii 1970 cu încă 2 săli. Grădinița se află în casa nr. 382, fosta proprietate a unei familii de sași.
- Belvedere Veseud

Asociația Cavalerii Turnului Înclinat a construit un popas pentru ca cei care vor străbate Dealul Veseudului (drumul care duce la satul vecin-Veseud), să se vor bucure de o superbă priveliște.
- Cămin cultural

## Tradiții
- Obiceiul Văruțelor

O veche tradiție este obiceiul Văruțelor. Această tradiție se sărbătorește de Sfântul Toader (Sâmbăta Sfântului Toader), la o săptămână după intrarea în Postul Paștelui, astfel tinerii din comunitate se prind veri și văruțe. Organizați în grupuri, tinerii și copiii își aleg un pom în care agață colăcei, sau “brăduleți” cum li se mai spune în această zonă iar apoi, prinzându-se de mână, se rotesc în jurul pomului cântând:

"Văruță, văruță, prinde-te cu mine
Și cu Dumnezeu, să nu-ți pară rău
Pân’ la primăvară, când ne prindem iară
Și la anu’ care vine
Să te prinzi iar văr cu mine.”

La sfârșitul cântecului, tinerii scutură bine pomul de brăduleți, și “culeg” brăduleții care au căzut.
Acest obicei creează o legătură de prietenie, o înrudire sufletească, între cei ce se prind veri și văruțe, pe tot parcursul anului.
- Obiceiul SânzienelorFetele și feciorii din sat merg pe câmp și culeg mănunchiuri de flori galbene, pe care le transformă în coronițe pentru fete și cruci pentru feciori. Credința populară spune că după ce sunt aruncate și rămân pe acoperișul casei, persoana nu-și va afla sfârșitul în anul respectiv. De asemenea, fetele de măritat pot afla în cât timp se vor mărita - câte încercări sunt necesare, atâția ani vor trece până când fata va fi mireasă. În context religios, fiecare familie își împletește o cruce din sânziene pe care o agață în poartă, altfel încât gospodăria să fie ferită de nenorociri.[necesită citare]

- Obiceiul ArmindenilorArminden este denumirea populară pentru mesteacăn, un pom cu scoarța albă și frunze mici, care se colorează galben-auriu toamna.  Conform tradiției, în sâmbăta Rusaliilor, feciorii din sat merg în pădure, de unde aduc cei mai frumoși armindeni.  Spre seară, cu calul și căruța împodobite, aceștia pleacă în sat și distribuie câte un arminden pentru fiecare fată nemăritată. Înfipt în fața porții, ca semn al curtării acestora, armindenul protejează împotriva spiritelor rele, aduce noroc, sănătate, fertilitate pământului, prosperitate familiei și gospodăriei.[necesită citare]

## Altele
- Asociația Cavalerii Turnului Înclinat & Slimnic 2021-2022[necesită citare]

Asociația Cavalerii Turnului Înclinat din Ruși este o asociație de și pentru tineret, înființată în anul 2019. Numele asociației provine chiar de la simbolul comunităii – Turnul Înclinat din Ruși.
Asociația își dorește să contribuie la dezvoltarea tinerilor și a comunității locale prin activități de educație non-formală, promovarea voluntariatului, păstrarea tradițiilor locale, dar și promovarea educației digitale și media.
În 2020, o parte din voluntarii asociației, alături de alți tineri din comunitate au creat Grupul de inițiativă a tinerilor din Slimnic, care a candidat pentru titlul de Sat European de Tineret 2021. Comuna se bucură de titlul Slimnic – Sat European de Tineret, și în 2022, fiindu-le prelungit mandatul.

## Dezvoltarea satului
- La sfârșitul anilor 1950 au fost trase conducte de gaz metan în Ruși. Aproape toate gospodăriile au fost racordate la această rețea, astfel că rușenii puteau găti și încălzi casele cu gaz metan. De asemenea, în aceeași perioadă s-a efectuat și electrificarea satului (iluminat public și pentru casele sătenilor).
- Din anul 2006 în Ruși există un serviciu de salubritate.
- După 2010, prin forare s-a găsit un izvor puternic de apă necalcaroasă. Apa se pompează în dealul apropiat într-un bazin de unde ajunge prin conductele instalate în casele oamenilor. De asemenea, satul are și un sistem de canalizare.

## Diverse
Despre izvoarele sărate gazeifere din satul Ruși relatează František Pošepný în lucrarea sa publicată în anul 1871.

## Galerie de imagini

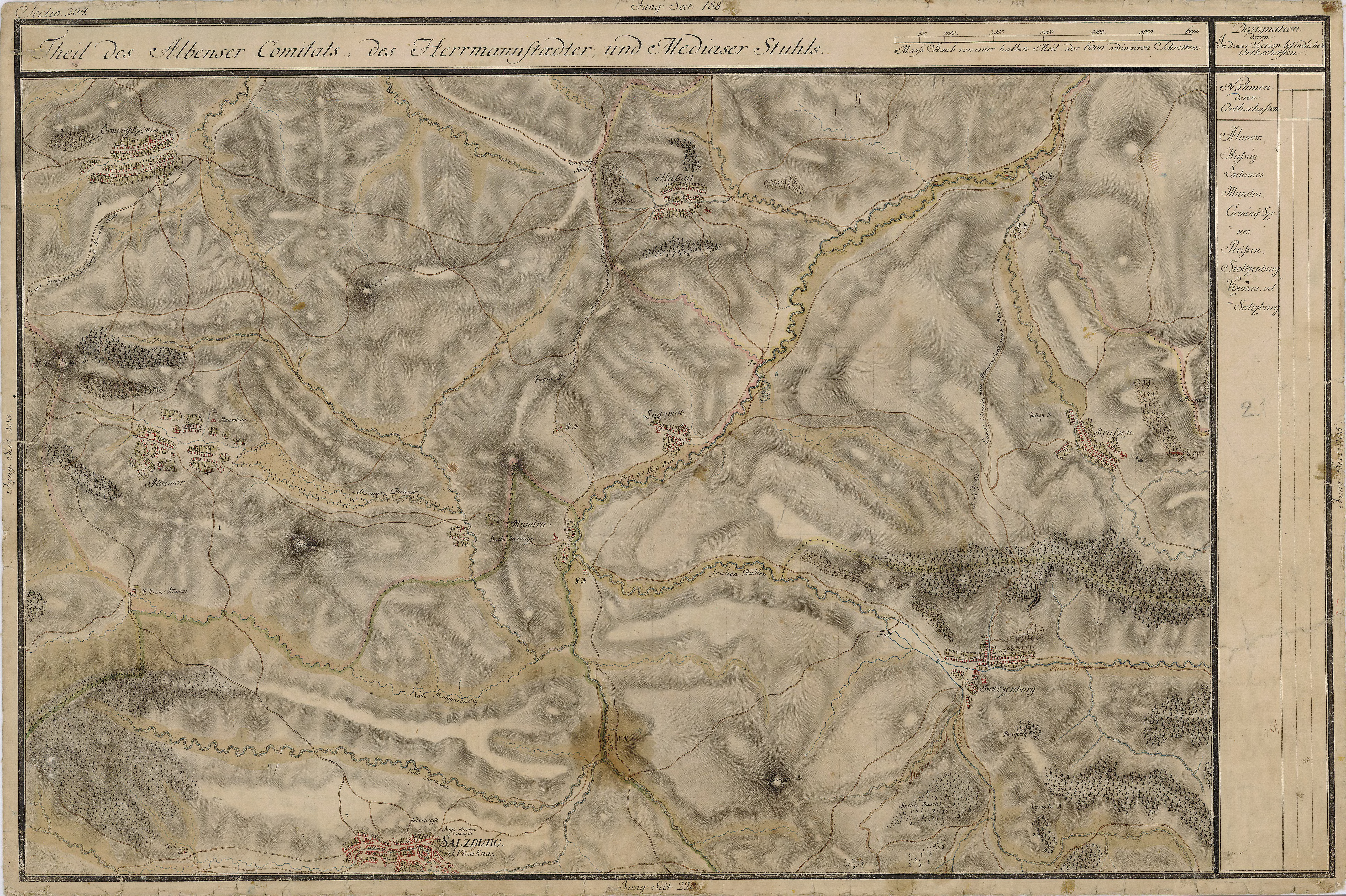
Ruși pe Harta Iosefină a Transilvaniei, 1769-1773
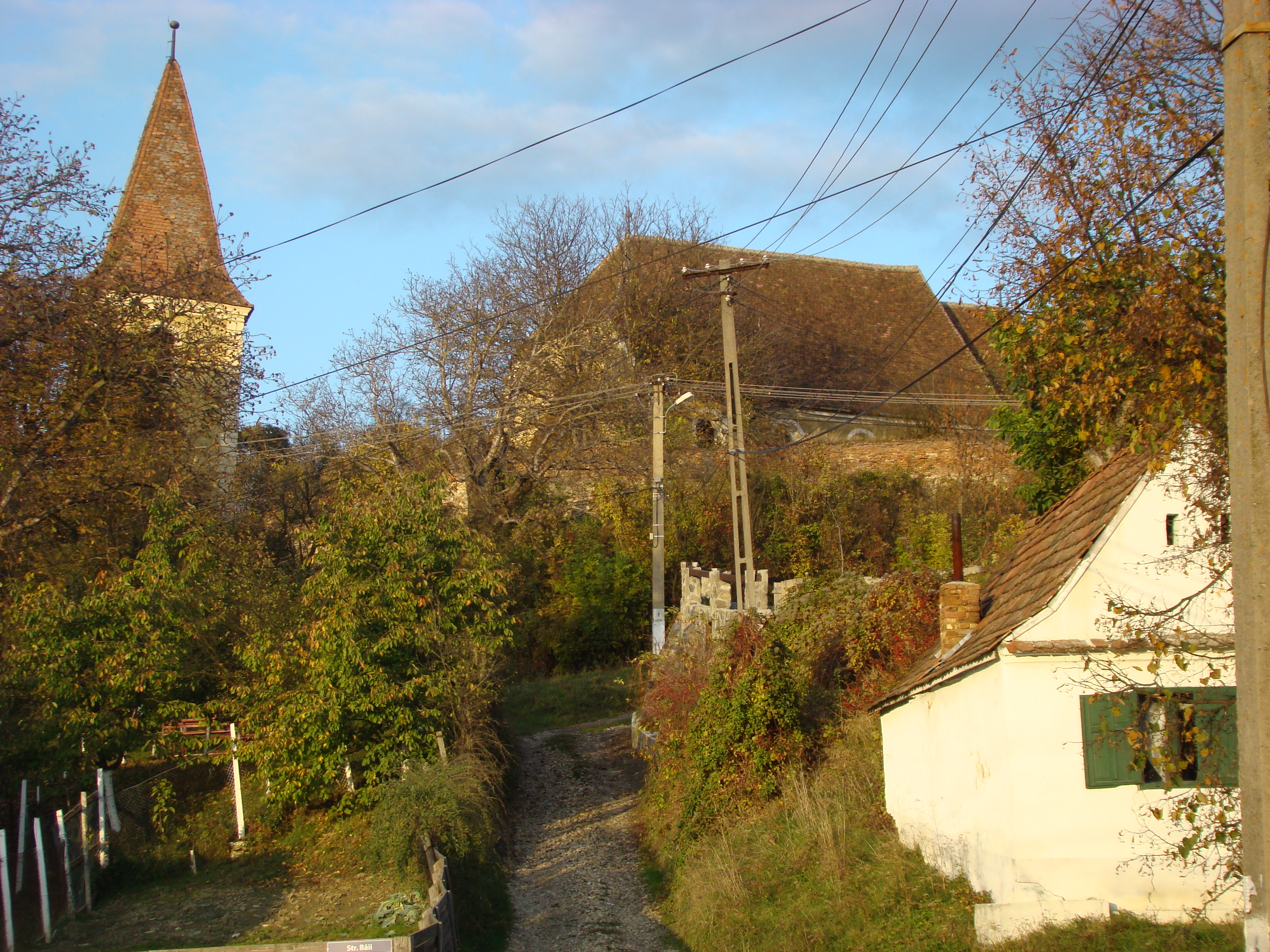
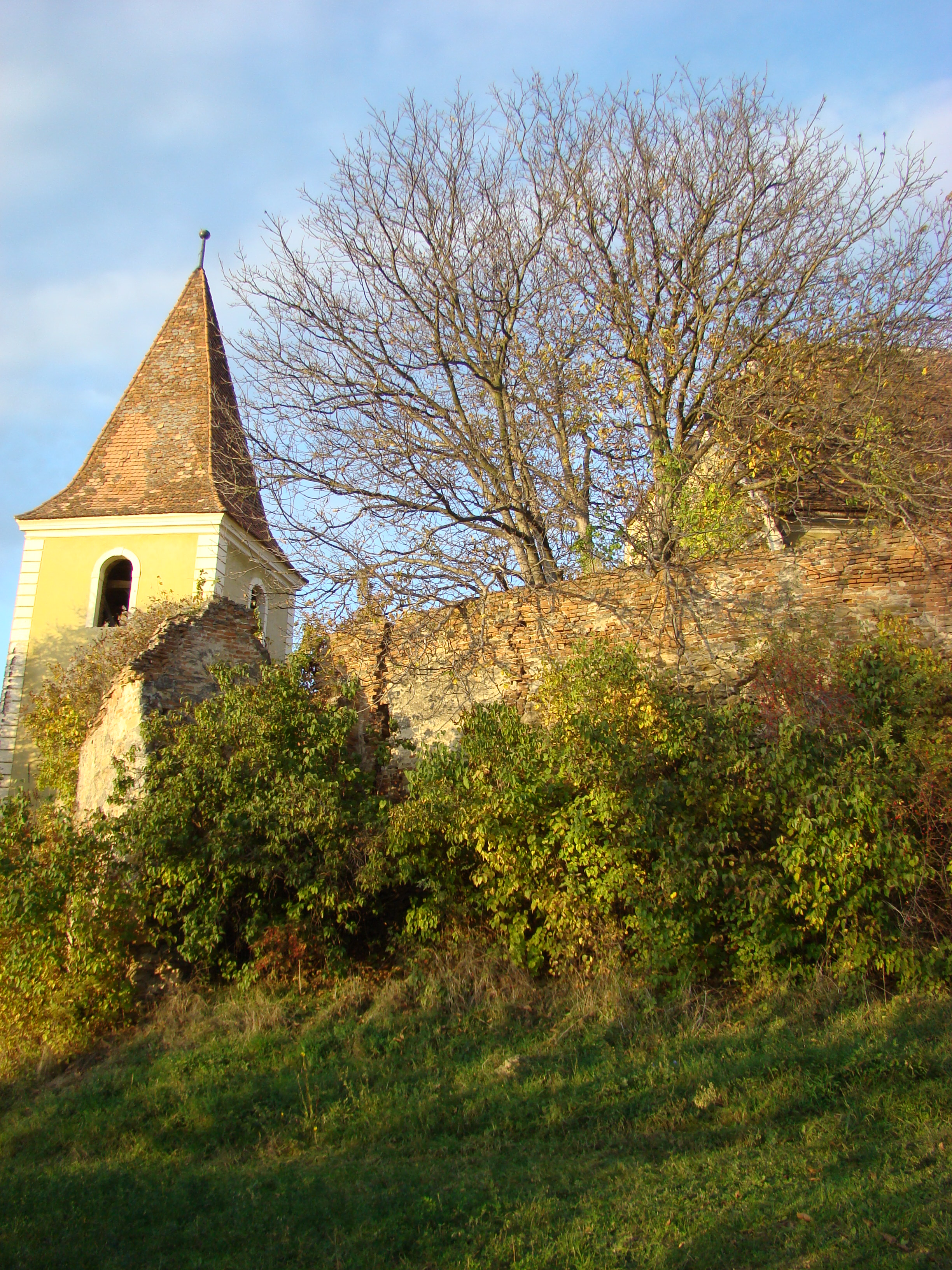
Biserica fortificată
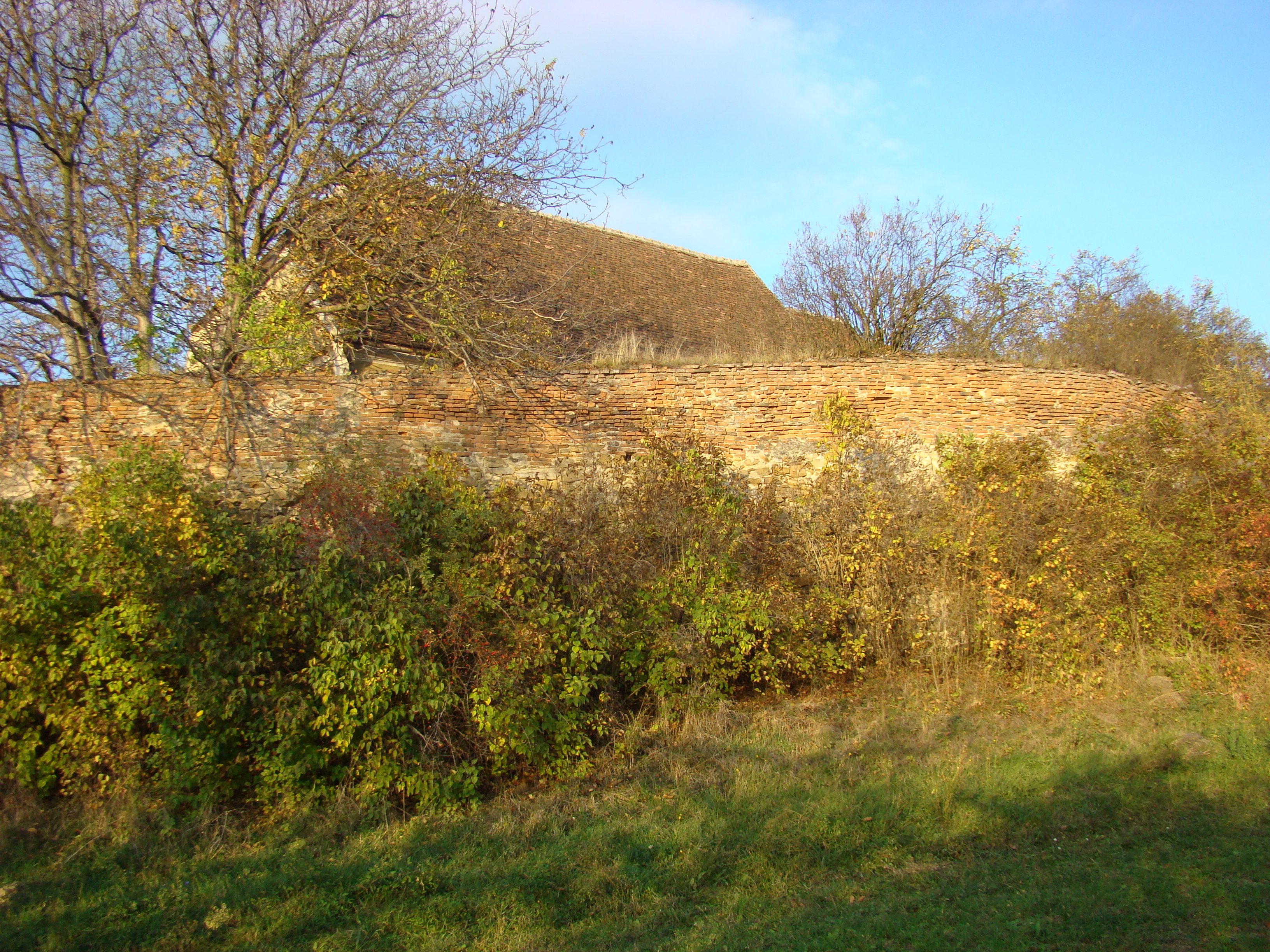
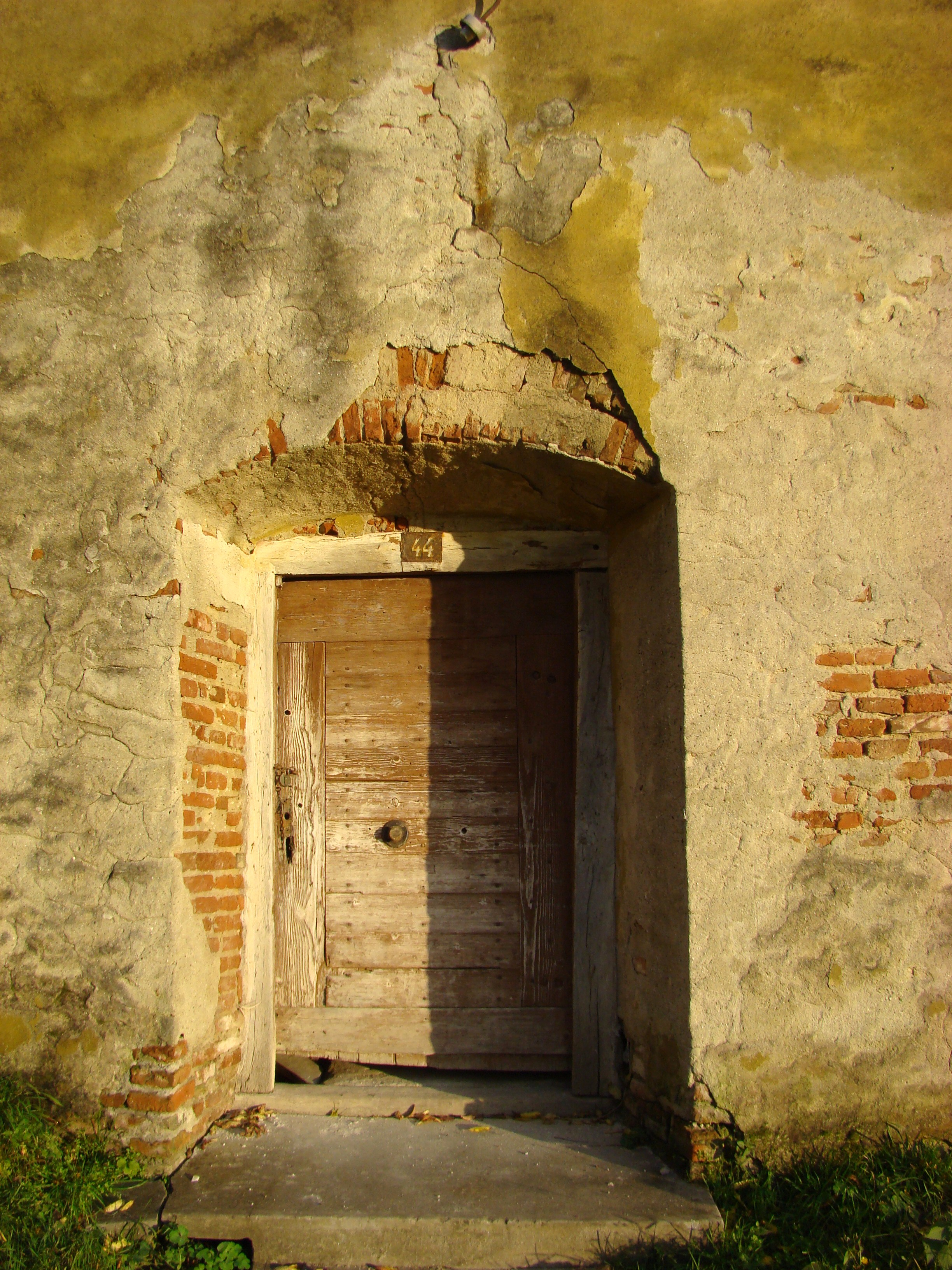
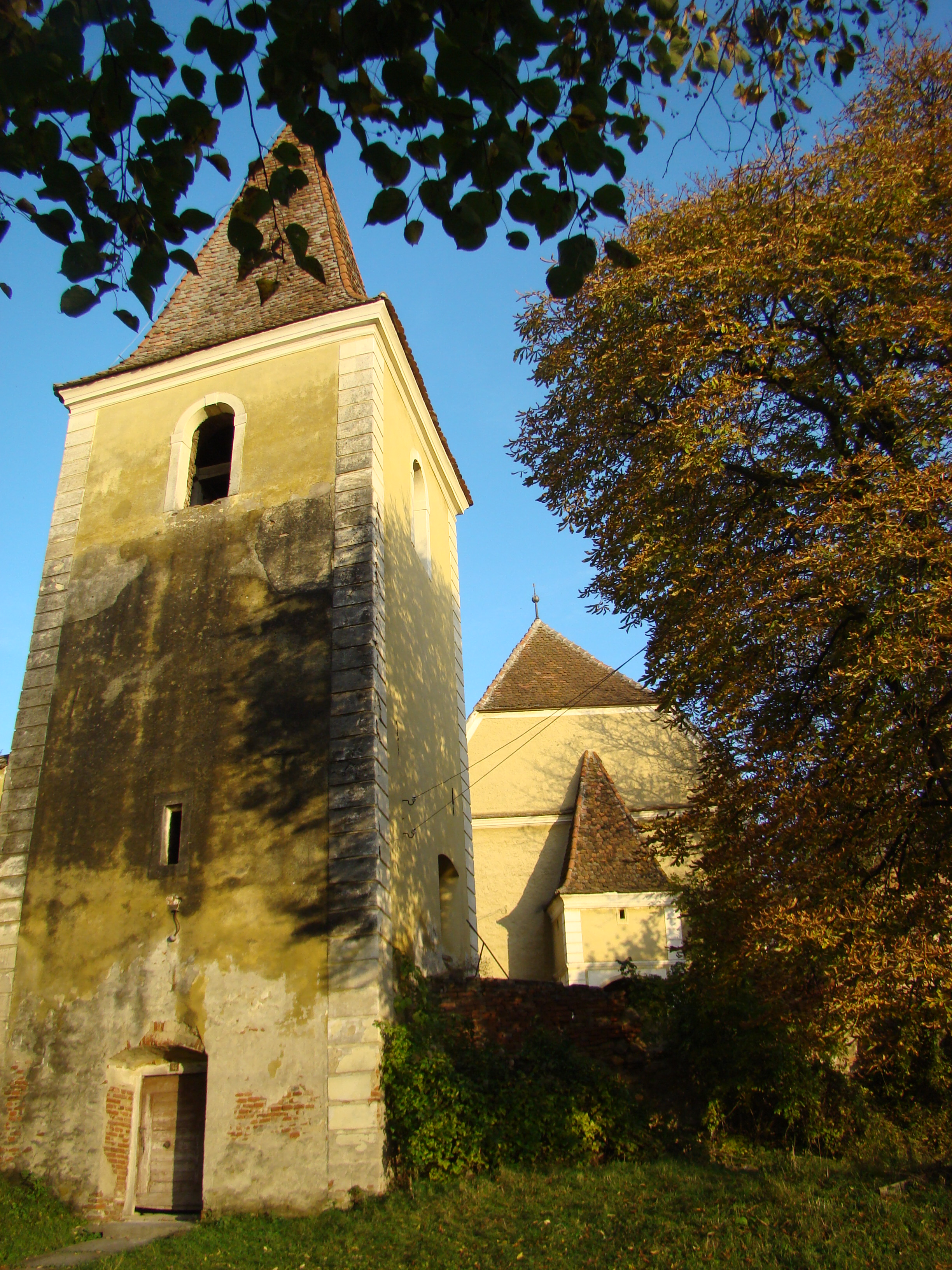
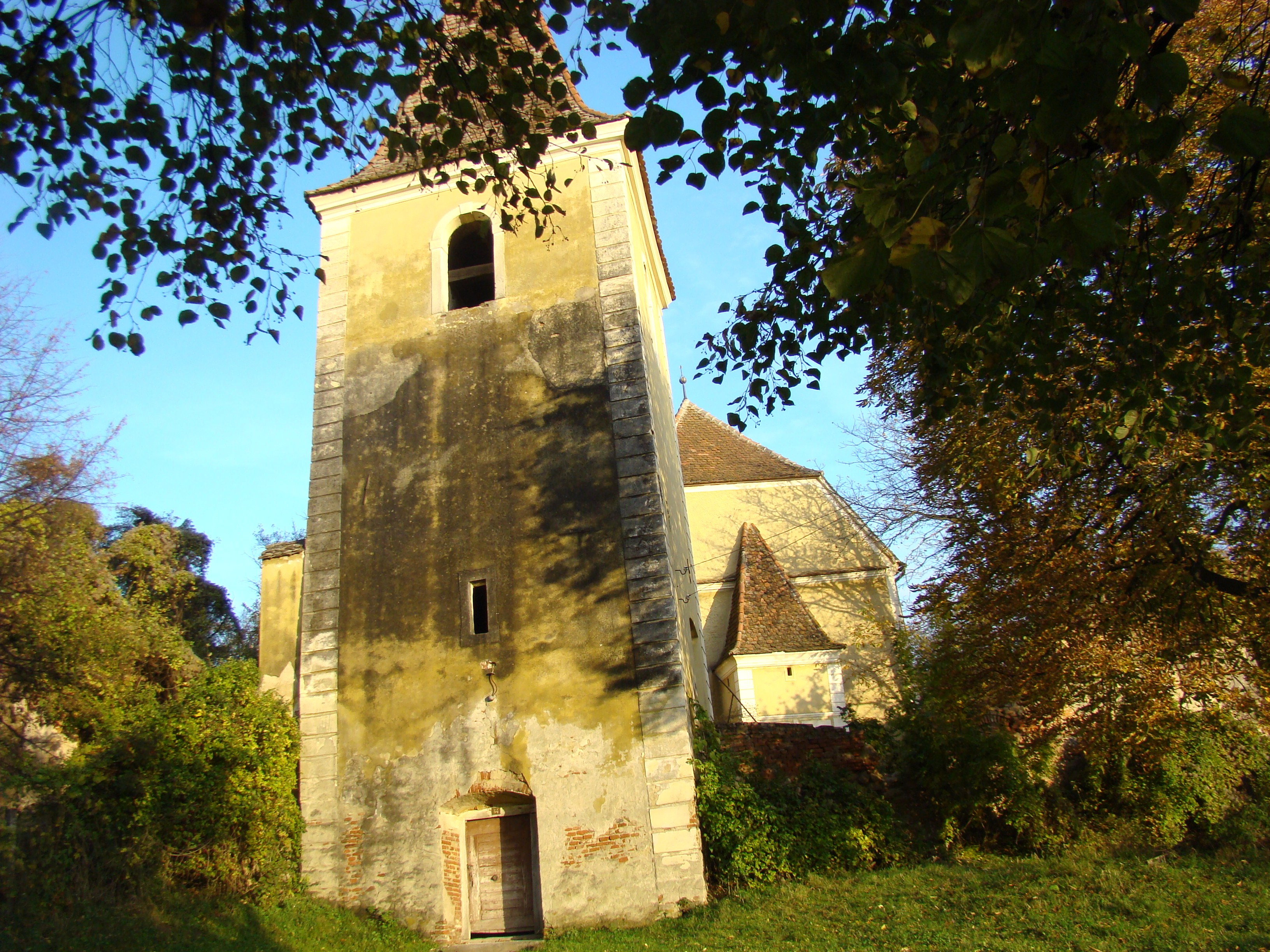
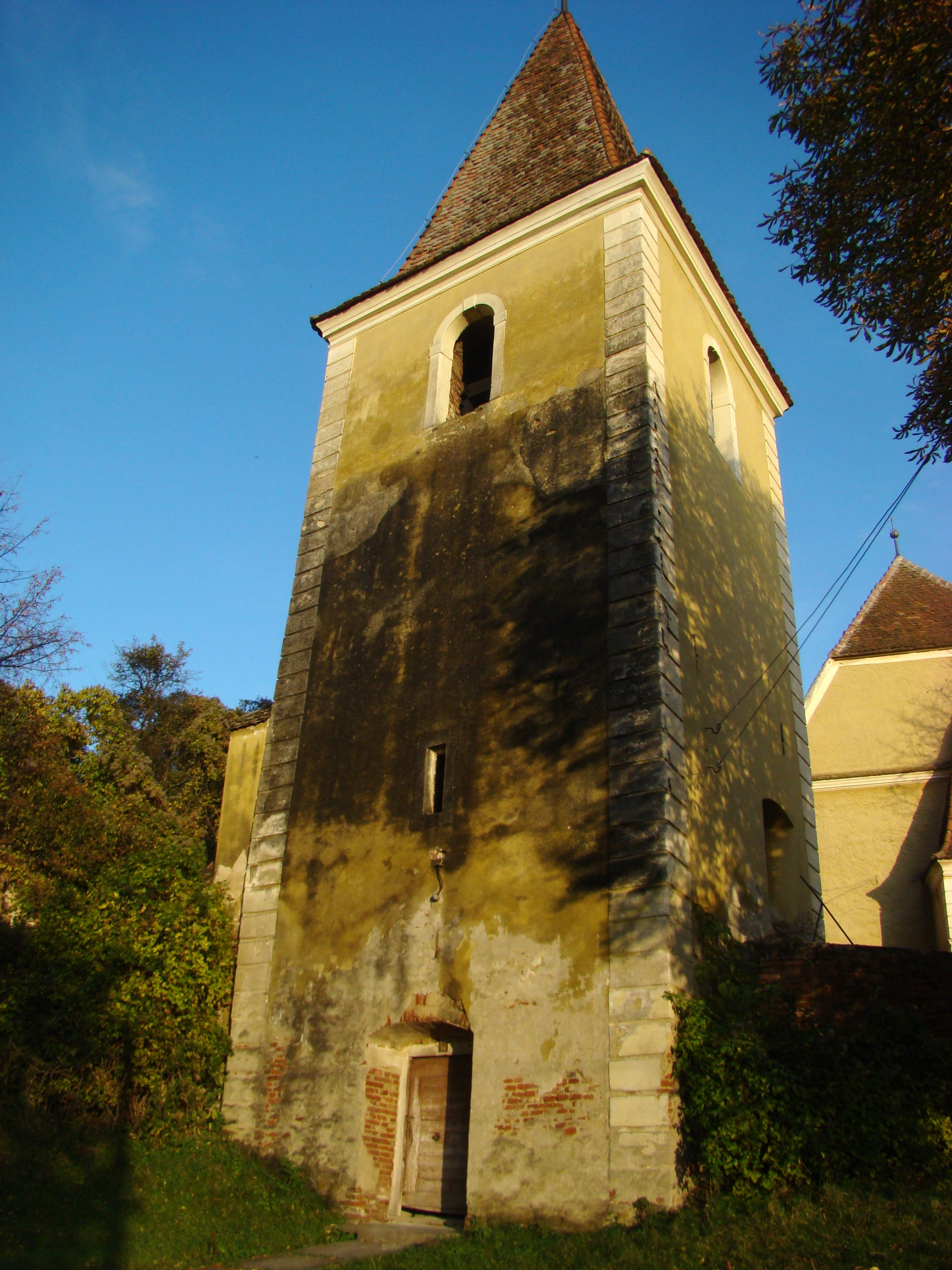
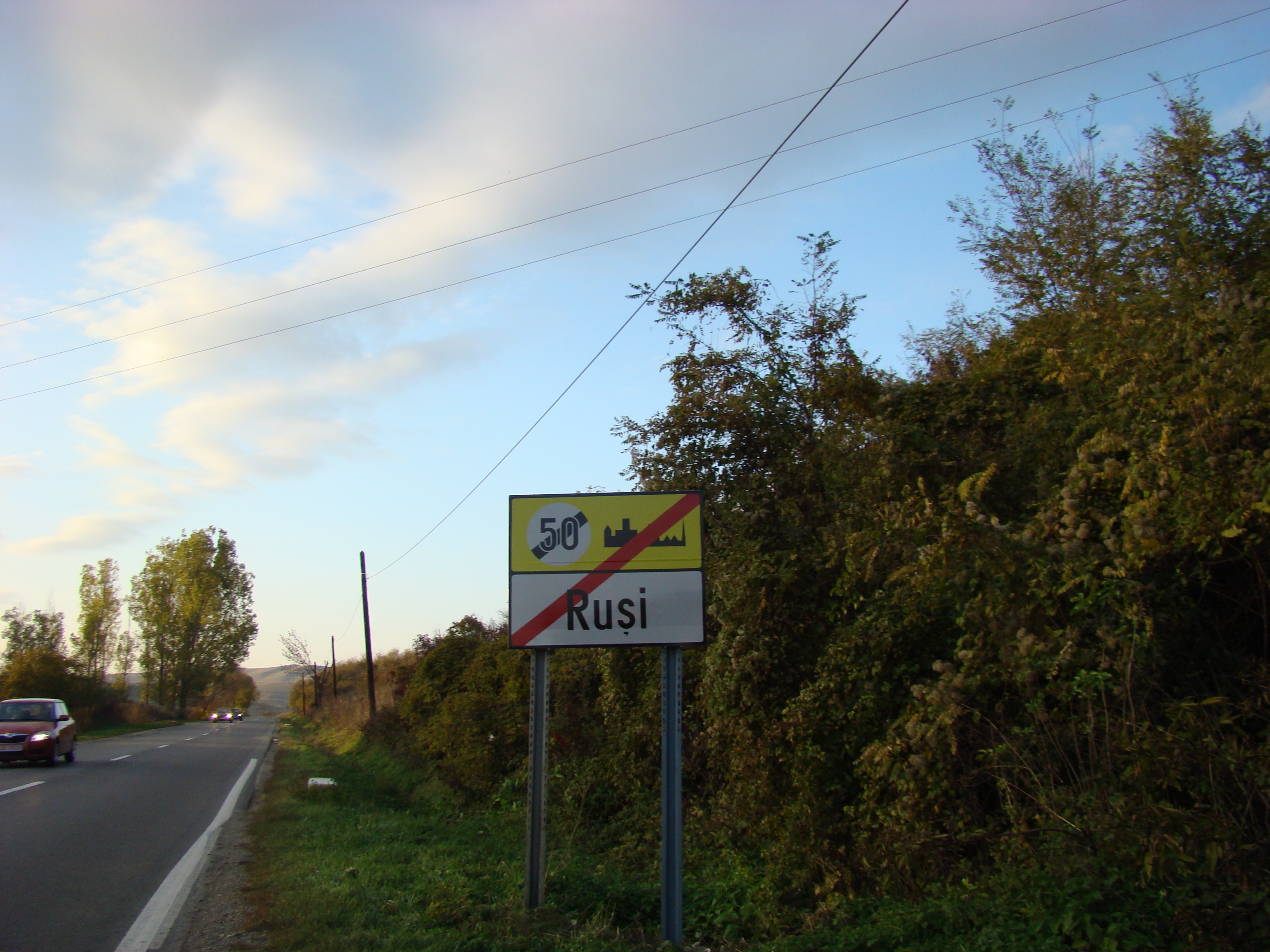
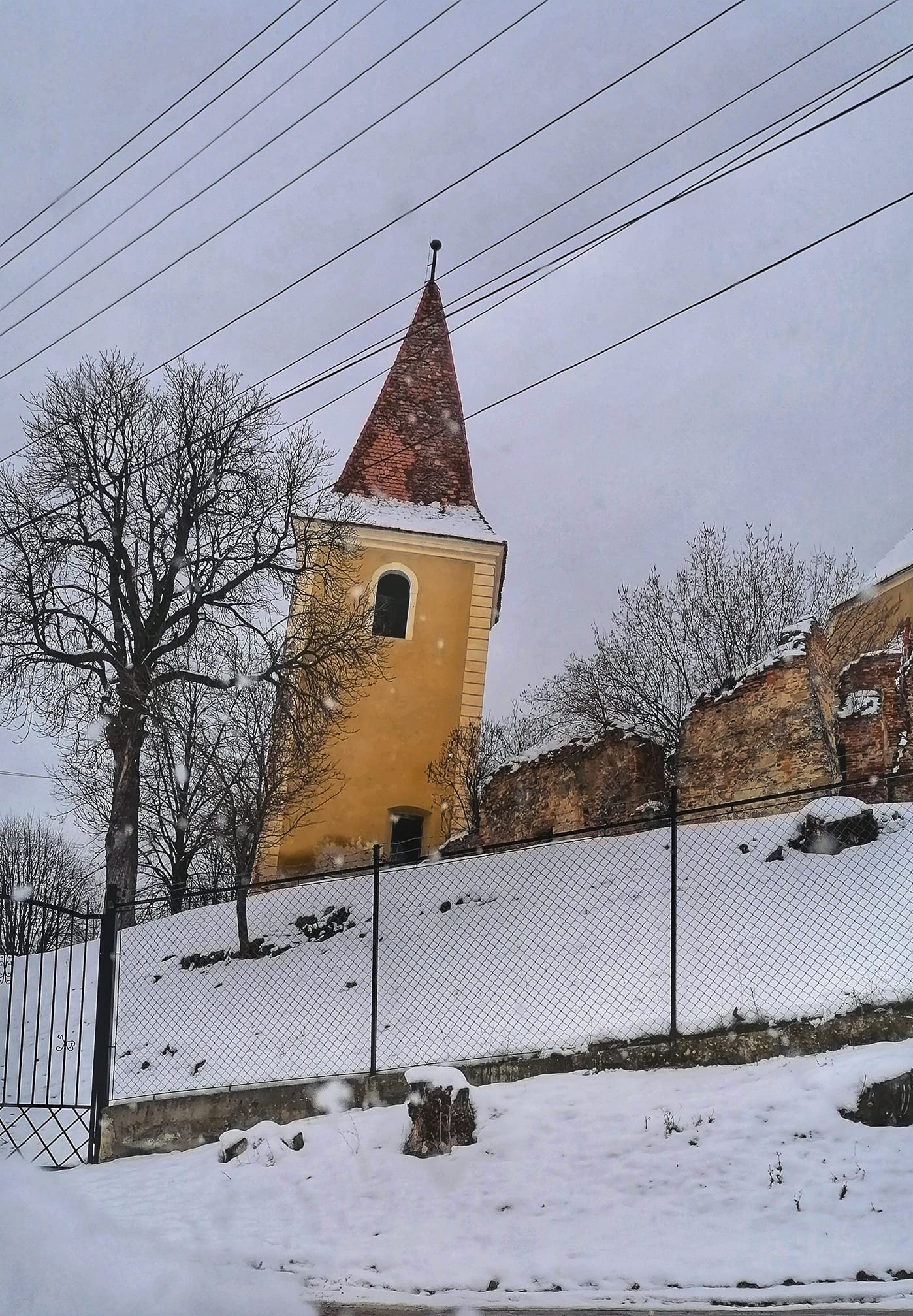
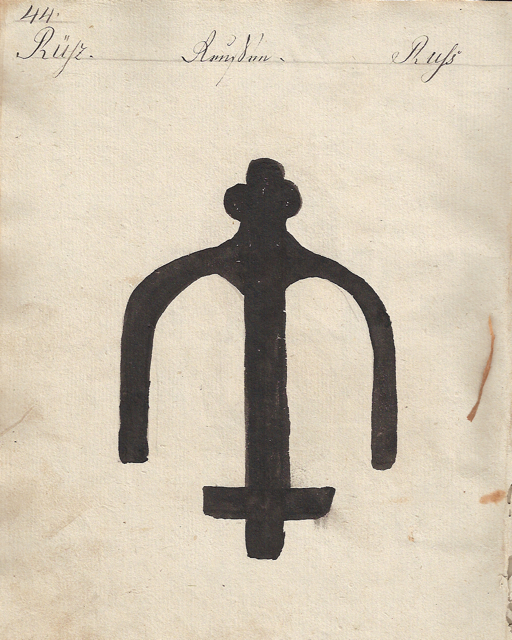
Danga pentru vitele din Ruși (1826)
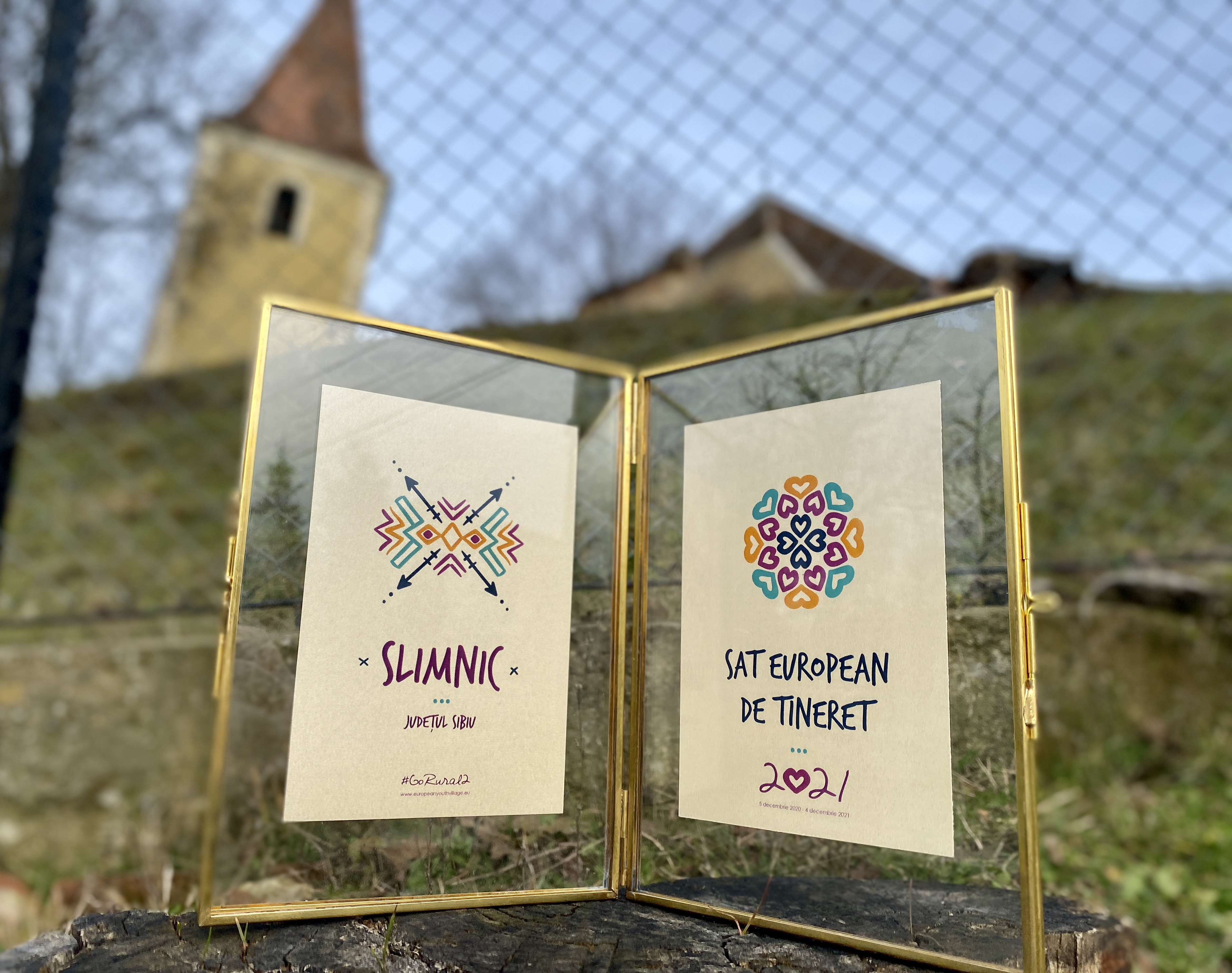
Titlul de Sat European de Tineret oferit de către guvernanța programului European Youth Village grupului de inițiativă Slimnic 2021.
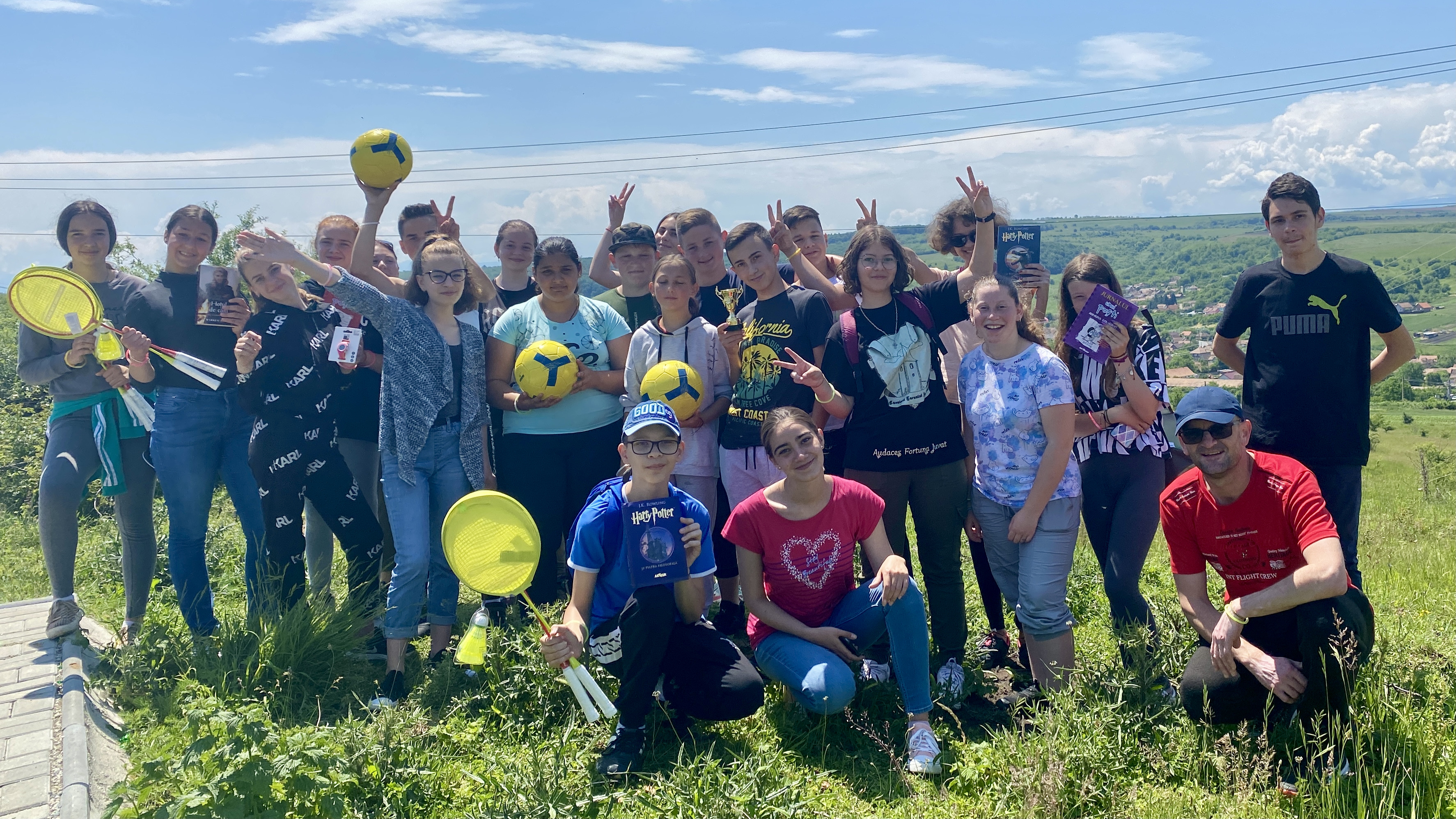
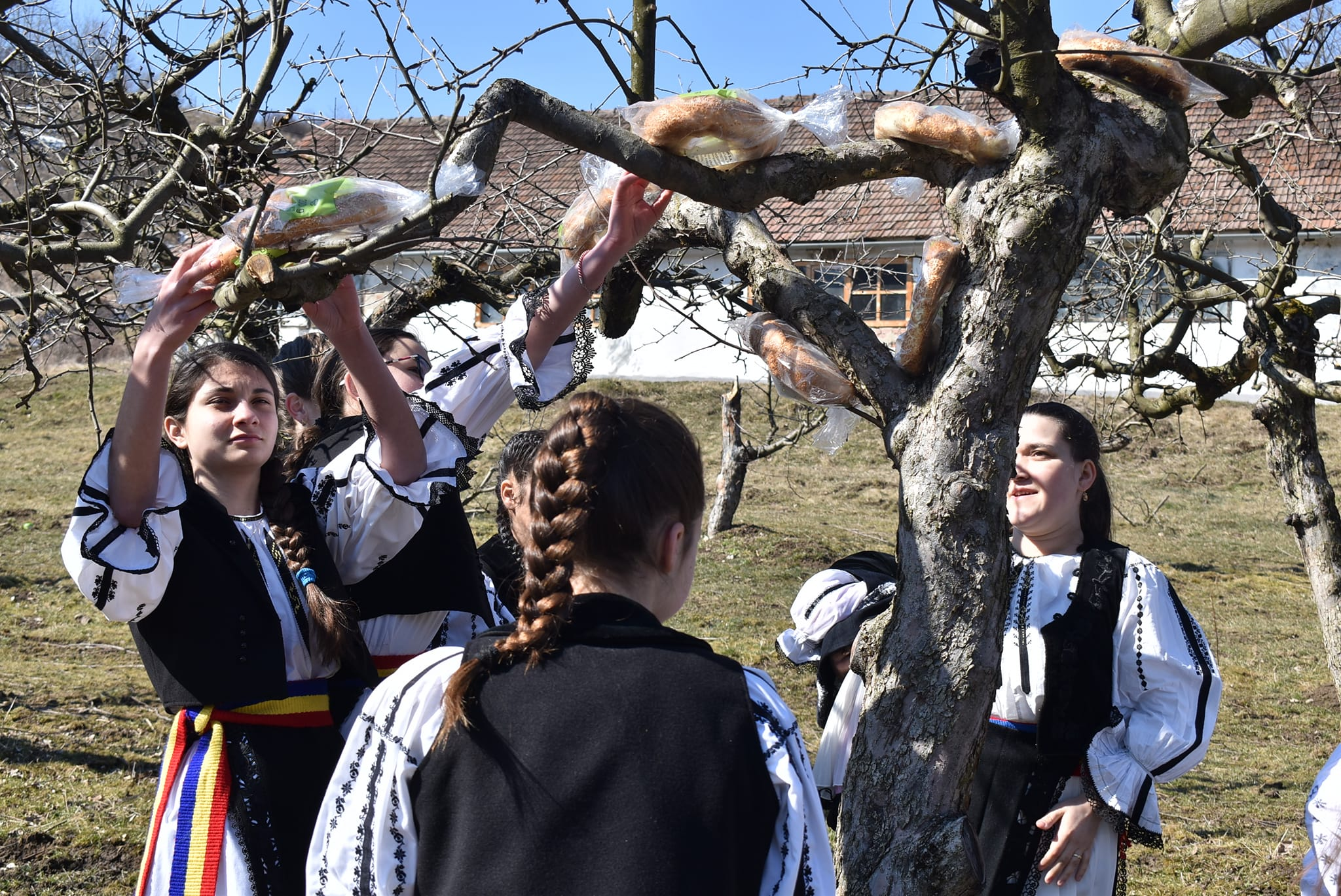